# Пэн Бай
Пэн Бай (в литературе на западных языках встречается также «Пэн Пай» и «Пэн Пэй», кит. упр. 彭湃, пиньинь Péng Pài; 22 октября 1896 — 30 августа 1929) — один из лидеров Коммунистической партии Китая на начальных этапах её существования, лидер крестьянского движения в Китае в 1920-х годах.

## Биография
Родился в уезде Хайфэн провинции Гуандун в семье состоятельного землевладельца. Учился в уездной средней школе (с 1955 — Мемориальная средняя школа имени Пэн Бая). Уже во время учёбы участвовал в революционном движении.
В 1917 отправился для продолжения учёбы в Японию, изучал политэкономию в Университете Васэда в Токио. Приняли участие в патриотическом движении китайских студентов. Был очевидцем «Рисовых бунтов», сотрясавших Японию в то время. Под влиянием Октябрьской революции проникся идеями социализма.
В мае 1921 после завершения образования вернулся из Японии домой и в октябре того же года занял должность уполномоченного Бюро образования уезда Хайфэн. В круг его обязанностей входило создание новых учебных заведений, проверка учебных планов и т. д. Параллельно с этим он вербовал среди преподавательского состава сторонников социалистических идей. Вступив в китайский социалистический союз молодежи, основал в своем родном городе Хайфэн общество изучения социализма, занимался распространением марксизма. В 1921—22 учился в Коммунистическом университете трудящихся Востока в Москве. В мае 1922 организовал Первомайскую демонстрацию в уезде, за что был исключён из комиссии по образованию.
Летом 1922 Пэн Бай приступил к организации революционного крестьянского движения в сельских районах провинции. Позднее он написал книгу о крестьянском движении Хайфэна, ставшую учебником по крестьянскому движению Китая. Ему удалось создать первый в Китае крестьянский союз провинции, выступавший за снижение арендной платы за землю, проведение бойкотов землевладельцев, оказанию материальной помощи крестьянам.

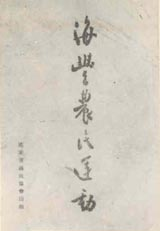
Пэн Бай — отчёт о крестьянском движении Хайфэна

В апреле 1924 года Пэн Бай вступил в Коммунистическую партию Китая, а также в Гоминьдан (члены КПК в то время имели двойное членство в Гоминьдане). Занимал должность секретаря Крестьянского отдела ЦК Гоминьдана. При его активном содействии в Гуанчжоу был открыт Институт Крестьянского Движения, возглавлявшийся Мао Цзэдуном. Пэн Бай руководил первым и пятым семестром обучения в институте. Наряду с ним, в институте преподавали Чжоу Эньлай, Сяо Чунюй, Юнь Дайин.. В это время Пэн Бай закончил свою известную работу «Доклад о крестьянском движении Хайфэна» и опубликовал её в издании «Китайский крестьянин» в 1926. В 1925 секретарь комитета КПК уездов Хайфэн и Луфын. В марте 1927 отправился в Ухань, участвовал в деятельности Уханьского правительства.

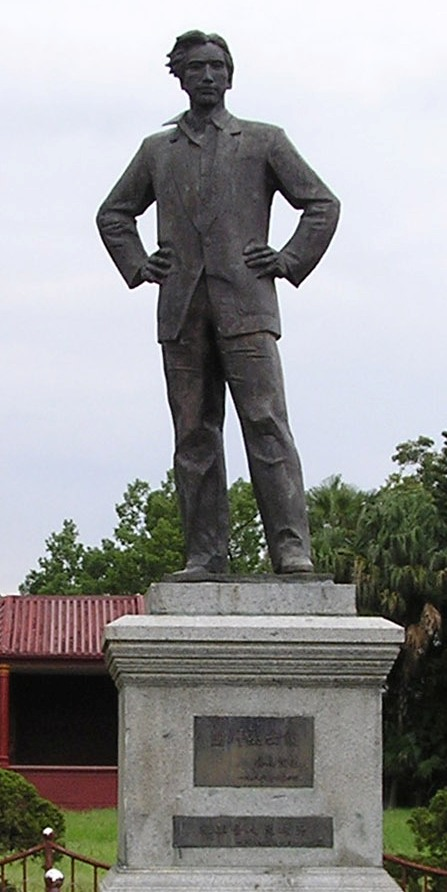
Статуя Пэн Бая в Хайфыне

После проведённого Чан Кайши 12 апреля 1927 антикоммунистического переворота на V съезде КПК в апреле-мае 1927 избран членом Центрального комитета партии. Вместе с Чжоу Эньлаем участвовал в организации в Наньчанского восстания 1 августа 1927. На проходившем 7 августа Чрезвычайном совещании ЦК избран временным членом Политбюро ЦК КПК. После возвращения в провинцию Гуандун в конце октября, подключился к Восстанию осеннего урожая. В ноябре 1927 в результате вооружённого восстания была провозглашена Хайлуфэнская республика совета рабоче-крестьянских и солдатских депутатов. Пэн Бай стал председателем Хайлуфэнского Совета, первого крестьянского совета в истории Китая. В республике были начаты аграрные преобразования, выделение крестьянам конфискованной у землевладельцев земли. В декабре 1927 народный комиссар земледелия Гуанчжоуской коммуны.
Весной 1928 года республика была уничтожена войсками Гоминьдана. В ноябре того же года он был избран членом Центрального политического бюро КПК и в соответствии с директивой ЦК отправился в Шанхай. На VI съезде КПК он был назначен членом Политбюро, секретарем сельскохозяйственного комитета ЦК КПК, членом Центрального военного совет КПК.
24 августа 1929 в результате предательства Бай Синя, секретаря Военной комиссии ЦК, Пэн Бай и четверо других лидеров КПК (Ян Инь, Янь Чаньи, Син Шичжэнь, Чжан Цзичунь) были арестованы на митинге в Шанхае. В тюрьме подвергался жестоким пыткам. Акция по спасению его из тюрьмы, организованная под руководством Чжоу Эньлая, окончилась неудачей. 30 августа по приказу Чан Кайши Пэн Бай был тайно убит гоминьдановцами. В ответ предатель Бай Синь был убит по приказу Чжоу Эньлая.

## Память
- В честь Пэн Бая и арестованного вместе с ним Ян Иня в Китае названа военная академия.

## Примечательные данные
- Второй сын Пэн Бая, Пэн Шилу (彭士禄), стал известным специалистом в области создания атомных двигателей и ядерной энергетики. Его называют одним из отцов подводного атомного двигателя за его вклад в создании первой китайской атомной подводной лодки.
- Внучатый племянник Пэн Бая, Пэн Шиге (彭实戈), стал известным китайским математиком, академиком Академии наук Китая. Область его исследований — стохастический анализ и финансовая математика.